# عبد العزيز العمري
عبد العزيز العُمري (28 مايو 1979 - 11 سبتمبر 2001) ويكنى أبو العباس الجنوبي سعودي ولد في محافظة المخواة بأرض الحجاز بالباحة، السعودية، تخرج من كلية الشريعة جامعة الإمام محمد بن سعود، وحافظاً للقرآن كاملاً، وأخذ العلم علماء كابن عثيمين وغيره، واشتهر لكونه واحداً من خمسة خاطفي طائرة الخطوط الجوية الأمريكية رحلة 11 كجزء من هجمات 11 سبتمبر.

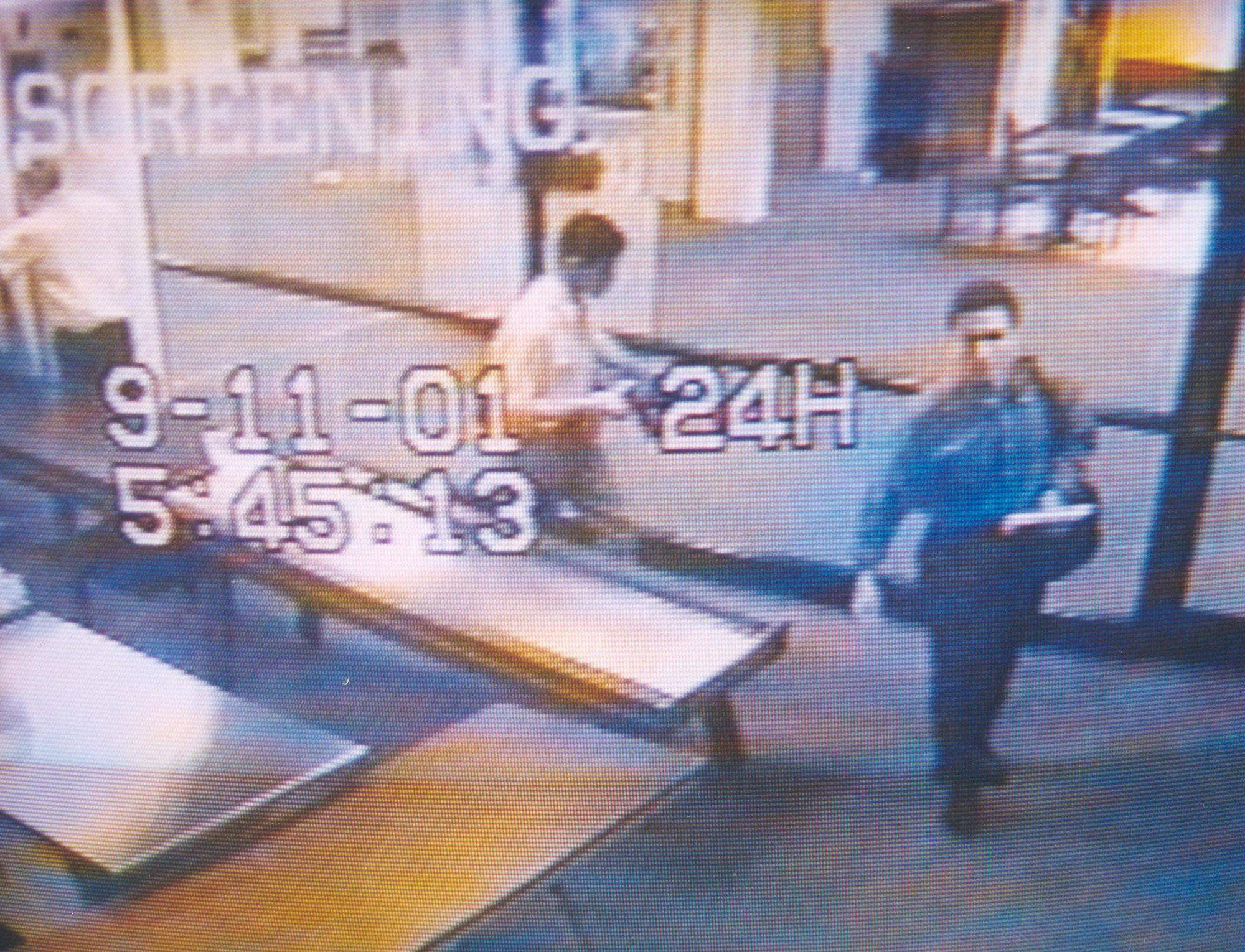
العُمري مع محمد عطا (الفنيلة الزرقاء) في صباح 9/11.

وصل العمري في الولايات المتحدة في يونيو 2001، بتأشيرة سياحية، والتي حصل عليها من خلال برنامج فيزا اكسبرس، وفي 11 سبتمبر 2001 استقل العمري الخطوط الجوية الأمريكية رحلة 11، وساعد في خطف الطائرة التي تحطمت في البرج الشمالي من مركز التجارة العالمي، كجزء من الهجمات المنسقة.